# Rosaster confinis
Rosaster confinis is een zeester uit de familie Goniasteridae.
De wetenschappelijke naam van de soort werd in 1910 gepubliceerd door René Koehler.